# Icebreaker Life
Icebreaker Life — концепція місії посадкового модуля на Марс, запропонована для космічної програми Discovery . Місія включає в себе стаціонарний посадковий модуль, який буде майже копією успішних космічних кораблів Phoenix 2008 року та InSight 2018 року, але матиме астробіологічне наукове навантаження, включно з буром для взяття зразків зцементованого льодом ґрунту на північних рівнинах для проведення пошуку біосигнатур поточного або минулого життя на Марсі.
Наукові цілі Icebreaker Life зосереджені на взятті зразків льодоцементованого ґрунту для виявлення його потенціалу для збереження та захисту біомолекул або біосигнатур.

## Профіль місії
Місія Icebreaker Life була розроблена на основі успішного посадкового модуля Phoenix 2008 року з точки зору платформи та північного місця посадки. Icebreaker Life також буде працювати на сонячних батареях і зможе вмістити бур та решту корисного вантажу лише з незначними модифікаціями оригінального посадкового модуля.